# De Cock (geslacht)

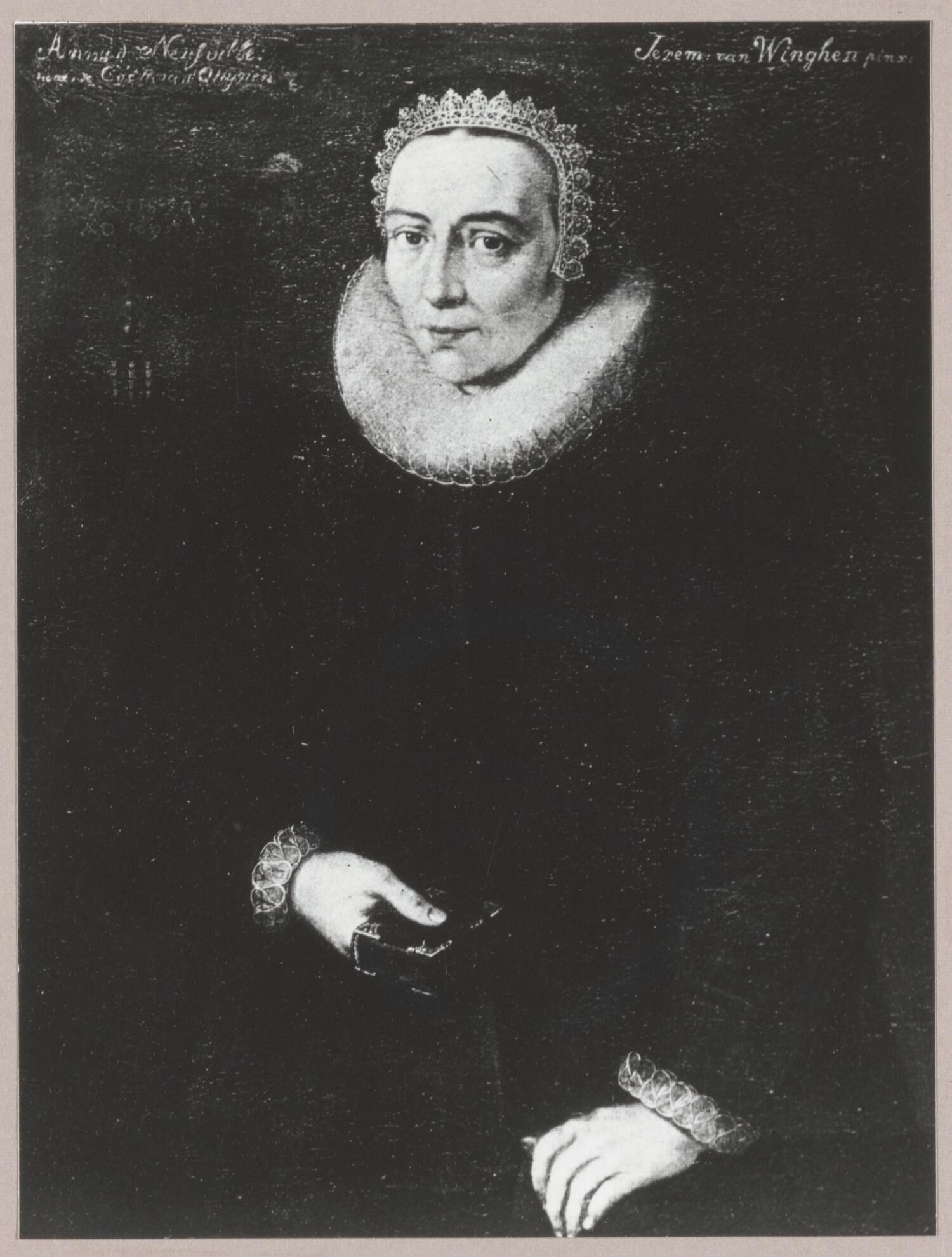
Anna de Cock van Opijnen, ca. 1605

De Cock (ook: de Cocq) was een Gelres adelgeslacht dat voor het eerst in 1250 en 1258 is vermeld met stamvader Gijsbert de Cock.

## Geschiedenis
Vaak wordt er beweerd dat het geslacht afstamt van het Huis Châtillon, omdat er een gelijkenis is met het wapen van Châtillon, dat verder wel variaties zag per tak en wapenhouder.
Echter in 2020 promoveerde Henri Vermeulen aan de Rijksuniversiteit van Groningen in de graad van doctor op het proefschrift "Bouwsteen en Toetssteen. Een overweging van de bronnen en methoden van de genealogie gecentreerd rond het Gelderse geslacht De Cock", waarin Vermeulen na intensief onderzoek tot de conclusie komt dat er geen enkel bewijs is dat de familie De Cock zou zijn voortgekomen uit het Franse geslacht Châtillon.
Ook voor de diverse verklaringen omtrent de achternaam “De Cock” is er geen enkel bewijs: deze gaan vermoedelijk terug op 19e-eeuwse fantasie. Stichting De Nederlandse Leeuw en het KNGGW achten dit werk van zodanig belang dat het een wijdere verspreiding verdient.
Rudolf I de Cock, die in dienst trad van graaf Otto II van Gelre, wordt in 1265 voor het eerst vermeld in een akte. Hierin is er sprake van een grootscheepse ruil plaats tussen de graaf en Rudolf, waarbij de laatstgenoemde afstand deed van allodiale goederen tussen Beesd en Rhenoy (inclusief de Oudenborch) en tussen Lek en Linge. Rudolf kreeg in ruil de hoven van Hier, Neerijnen, Opijnen en Meteren.
De familie heeft zich in de 14e eeuw in vijf takken gesplitst: de Cock, de Cock van Bruchem, de Cock van Opijnen, de Cock van Delwijnen en de Cock van Neerijnen.

## Tak de Cock van Opijnen
De tak de Cock van Opijnen leed zware financiële verliezen tijdens de Hollandse Oorlog. De schulden liepen zo hoog dat de erfgenamen van de Philip de Cock van Opijnen de heerlijkheid Geffen in 1679 aan de pensionaris van 's-Hertogenbosch Christiaan van Beresteyn verkochten.

## Wapens

Wapen van de Cock van Delwijnen
Wapen van Rudolf I de Cock
Wapen van Rudolf II de Cock
Wapen van de Cock van Bruchem/Opijnen
Wapen van de Cock van Neerijnen